# Mathilda Roos

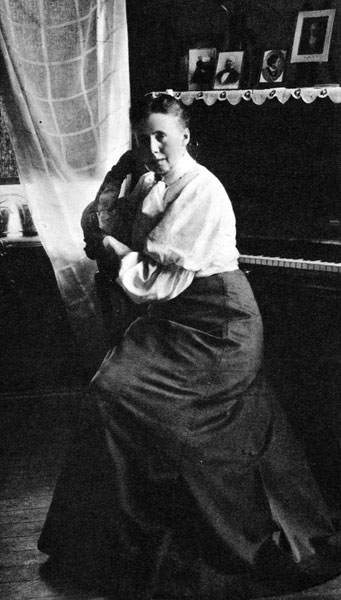
Mathilda Roos.

Lovisa Mathilda Roos, född 2 augusti 1852 i Svea artilleriregementes församling i Stockholm, död 17 juli 1908 i Danderyd, var en svensk författare. Hon använde signaturen M. R-s.

## Biografi
Mathilda Roos föräldrar var översten vid Svea artilleriregemente Malte Leopold Roos (1806–1882) och Mathilda (Tilda) Beata Meurk (född 1821) och hon var sonsons dotter till Petrus Roos. Hon fick undervisning i hemmet och vid Åhlinska skolan, en privat flickskola.
Roos förblev ogift och bodde tillsammans med sin syster Anna och i perioder även med Laura Fitinghoff, med vilken hon uppförde huset Furuliden i Stocksund. Det blev senare ett vilohem för kvinnor.
Mathilda Roos romaner handlar oftast om kvinnofrågor och missförhållanden i samhället. Hon var inte rädd för att ta upp på den tiden känsliga ämnen och således handlar Den första kärleken om lesbisk kärlek. En religiös kris på 1880-talet färgar de senare böckerna. I romanen Hvit ljung tar hon upp lärarinnornas usla livsvillkor och en våldtäkt. Detta anses ha medverkat till ett regeringsbeslut som starkt förbättrade lärarinnornas lönevillkor. I tre kvinnopolitiska pamfletter bemötte hon Ellen Keys idéer, 1896 Ett ord till fröken Ellen Key och till den svenska kvinnan.

### Skönlitteratur
- Marianne. Stockholm: Hæggström. 1881. Libris 2jsv4tpq0gjstg2d. https://gupea.ub.gu.se/2077/75919
- Vårstormar: roman. Stockholm: Hæggström. 1883. Libris 12755378. http://urn.kb.se/resolve?urn=urn:nbn:se:umu:eod-38
- Berättelser och skizzer. Stockholm: Hæggström. 1884. Libris 11828893. http://litteraturbanken.se/#forfattare/RoosM/titlar/BerattelserOchSkizzer/info/etext
- Hårdt mot hårdt : berättelse. Stockholm: Bonnier. 1886. Libris 17419073. http://hdl.handle.net/2077/37988
- Höststormar: berättelse. Stockholm: Bonnier. 1887. Libris 12755374. https://digital.ub.umu.se/node/380705?fulltext-query=
- Lifsbilder: berättelser. Stockholm: Bonnier. 1888. Libris 8222515
- Familjen Verle: en skildring. Stockholm. 1889. Libris 17062548. http://hdl.handle.net/2077/37218
- Saulus af Tarsus: en själs historia. Stockholm: Bonniers. 1890. Libris 8203402
- Genom skuggor: en nutidsskildring. Stockholm: Bonnier. 1891. Libris 17062577. http://hdl.handle.net/2077/37215
- Oförgätliga ord: ett minne. Stockholm. 1891. Libris 13489421
- Strejken på Bergstomta: en skildring ur lifvet. Stockholm: Lundholm. 1892. Libris 8222516
- Helgmålsklockan: skildring från Norrland. Stockholm: Bonnier. 1896. Libris lv42g9kkjcmgx21w. http://hdl.handle.net/2077/58351
- Karin Holm: en berättelse för mödrar. Stockholm: Fost.-stift. 1896. Libris 8222997
- Skepp som förgås i stormen: berättelse (2. uppl.). Stockholm: Bonnier. 1896. Libris 8221533
- Från norrskenets land: sägner och tilldragelser. Stockholm: Bonnier. 1897. Libris 8222760
- Hägringar: berättelser. Stockholm: Schedin. 1898. Libris 18583809. http://hdl.handle.net/2077/40853
- Hvad Ivar Lyth hörde i fängelset: berättelse (2 uppl.). Stockholm: Schedin. 1898. Libris 8222761
- De osynliga vägarna. Stockholm: Bonnier. 1903-1904. Libris 8228831
- En springande gnista och andra berättelser. Stockholm: Bonnier. 1906. Libris 8222413
- Hvit ljung. Stockholm: Bonnier. 1907. Libris 8222415. http://litteraturbanken.se/#!/forfattare/RoosM/titlar/HvitLjung/sida/3/etext
- Maj: en familjehistoria : prisbelönt vid Iduns stora romanpristäfling år 1905. Iduns romanbibliotek, 99-3111059-7 ; 43. Stockholm: Idun. 1907. Libris 8235335. https://runeberg.org/majfamilj/
- En moders dagbok och andra berättelser. Stockholm: Bonnier. 1908. Libris 8222412
- När bladen falla: dikter. Stockholm: K. F. U. K. 1909. Libris 1617016

### För barn och unga
- I vårbrytningen: teckningar ur barnens värld. Stockholm: Fost.-stift. 1891. Libris 8222513 - Illustrationer av Jenny Nyström.
- Önskekransen: en berättelse för unga kvinnor. Stockholm: Fosterlands-stift. 1892. Libris 8222518
- Det roligaste af allt. Bibliotek för de unga, 99-2308125-7 ; 64. Stockholm: Fosterlands-stift. 1893. Libris 8222460
- En liten tviflare. Bibliotek för de unga, 99-2308125-7 ; 65. Stockholm: Fosterlands-stift. 1893. Libris 8222461
- Kärlekens hemlighet. Bibliotek för de unga, 99-2308125-7 ; 63. Stockholm: Fosterlands-stift. 1893. Libris 8222459
- Ur barndomens värld: berättelser. Stockholm: Fost.-stift:s f.-exp. 1894. Libris 8222517 - Illustrationer av Jenny Nyström.
- Jul.. Bibliotek för de unga, 99-2308125-7 ; 67. Stockholm: Fosterlands-stift. 1894. Libris 8222463
- Det allra käraste. Bibliotek för de unga, 99-2308125-7 ; 66. Stockholm: Fosterlands-stift. 1894. Libris 8222462
- Fader vår. Bibliotek för de unga, 99-2308125-7 ; 75. Stockholm: Fosterlands-stift. 1895. Libris 8222744
- Tant Majkens berättelse. Bibliotek för de unga, 99-2308125-7 ; 90. Stockholm: Fosterlands-stift. 1898. Libris 8222985
- Lilla "tröste-mor". Bibliotek för de unga, 99-2308125-7 ; 89. Stockholm: Fosterlands-stift. 1898. Libris 8222984
- Guds änglar. Bibliotek för de unga, 99-2308125-7 ; 91. Stockholm: Fosterlands-stift. 1898. Libris 8222986
- Djupets sagor: berättelser. Stockholm: Bonnier. 1901. Libris 8223786
- Glädjeblomster: berättelser för de små. Stockholm: Fosterlandsstift. 1905. Libris 8223787 - Illustrationer av Jenny Nyström.

### Varia
- "Kommen till mig!": några tankar. Stockholm: Alb. Bonnier. 1892. Libris 8222514
- "Egoism" och "lycksalighet": några tankar med anledning af fröken Keys artikel "En förklaring" i Svensk Tidskrift. Stockholm: Alb. Bonnier. 1894. Libris 8222508
- Icke att jag redan har fattadt det ... men jag far därefter ...: en psykologisk studie efter bibeln. Stockholm: Fost.-stift. 1896. Libris 8222762
- Klippmannen: en studie efter bibeln. Stockholm: Fost.-stift. 1896. Libris 8222998
- Ett ord till fröken Ellen Key och till den svenska kvinnan. Stockholm: Bonnier. 1896. Libris 923014. http://hdl.handle.net/2077/33531
- Zelofhads döttrar: En studie i kvinnofrågan efter bibeln. Stockholm: Fost.-stift. 1896. Libris 1663724
- Gammel-Svenskby: efter en uppsats i Ord och bild. Föreningen kvinnliga missionsarbetare ; 59. Stockholm. 1899. Libris 8235329
- Ellen Fries: en minnesteckning. Stockholm: Tidskriften Hemåts förlag. 1900. Libris 8222759
- ”Höststormar”. När vi började : ungdomsminnen af svenska författare:  sid. 38-52. 1902. https://runeberg.org/narviborja/0056.html. Libris 11171662
- Genom tron: en händelse ur J.F. Oberlins lif. Örebro. 1903. Libris 8235331
- Kvinna och man. Stockholm: Wilhelmsson i distr. 1906. Libris 8222416

### Redaktörskap
- Hemåt: månadsblad. Stockholm: Kristliga föreningen af unga kvinnor. 1892-1896. Libris 2015545 -

### Samlade upplagor och urval
- Samlade berättelser. Stockholm: Bonnier. 1908-1911. Libris 8255702 - Utkom häftesvis.
  -  Del 1, Hvit ljung (3. uppl). 1908. Libris 8255713
  -  Del 2, De osynliga vägarna  : en dikt ur lifvet (3. uppl). 1908. Libris 8255712. https://runeberg.org/rmosynliga
  -  Del 3, Hennes son : berättelse (2. uppl). 1908. Libris 8255711
  -  Del 4, Genom skuggor : en nutidsskildring (3. uppl). 1908. Libris 8255705
  -  Del 5, Djupets sagor : berättelser (2. uppl). 1909. Libris 8255704
  -  Del 6, Maj : en familjehistoria (2. uppl). 1909. Libris 8255706
  -  Del 7, Helgmålsklockan : skildring från Norrland (2. uppl). 1910. Libris 8255710
  -  Del 8, Familjen Verle (2. uppl). 1910. Libris 8255703
  -  Del 9, Från norrskenets land : sägner och tilldragelser (2. uppl). 1911. Libris 8255707
  -  Del 10, Saulus af Tarsus : en själs historia tecknad efter bibeln (2. uppl). 1911. Libris 8255708
  -  Del 11, Lifsbilder : berättelser (2. uppl). 1911. Libris 8255709
- Två berättelser om kärlek. Normal klassiker. Stockholm: Normal. 2006. Libris 10031461. ISBN 91-85505-04-8 - Innehåll: Den första kärleken av Mathilda Roos; Också en kärlekshistoria av Vilhelmine Zahle.